# 神原真理
神原 真理（かんばら まり、1992年9月17日 - ）は、日本のラジオDJ、女優。大阪府大阪市出身。愛称はかんちゃん、かんまり。

## 略歴
舞台女優に憧れ大阪芸術大学短期大学部に入学。2013年より5年間ユニバーサル・スタジオ・ジャパンにてショーに出演。
2014年、ZIP-FMのナビゲーターコンテストに応募し、優秀賞を受賞。
2018年、アプリゲーム『ファントムオブキル』の「多重人格×新人声優50 キャストデビュープロジェクト」にてベガルタ役としてキャラクターボイスを務める。
同年4月よりZIP-FMのミュージックナビゲーターとしてレギュラー番組「bestie」がスタート。
2020年4月から2022年3月まで荒戸完との番組「Z-BIZ.」を担当、また新番組「SUNDAY AWESOME WAVE」がスタートした。

## 人物
大のビール好きであり極度の人見知り(本人談)。また、熱烈なゲーム好きである。
6歳から15歳までクラシックピアノを習っていた。中学時代は3年間ソフトボール部に所属。ポジションは三塁手。
中学生のころ母から譲られたチケットで演劇集団キャラメルボックスの公演を観劇し舞台に興味を持つ。
最上もが、並びにでんぱ組.incの大ファンである。

## 現在の出演
ラジオ（ZIP-FM）
- SUNDAY AWESOME WAVE（毎週日曜　16:00 - 17:30　2020年4月 - ）
- Neue Musik（毎週月曜 - 木曜　20:00 - 22:00　2025年3月31日 - ）
- MUSIC BLAZE（毎週木曜　24:00 - 25:00　2025年4月3日 - ）

## 過去の出演

### ラジオ
※すべてZIP-FM
- bestie（2018年4月 - 2020年3月）
- Rolling Out!（2019年10月25日）※成田真美の代打
- Z-BIZ.（2020年4月1日 - 2022年3月31日）
- Mirror Park（2022年3月8日）※小林拓一郎の代打
- FRIDAY MUSIC PUZZLE（2022年6月10日）※高樹リサの代打
- HOORAY HOORAY FRIDAY（2022年9月30日）※白井奈津の代打
- Sparkling（2023年11月25日）※清里千聖の代打
- ×music（2022年4月4日 - 2024年3月28日）
- RADIO ORBIT（2022年4月3日 - 2024年9月29日、ソニー損保 HIGHWAY★GOURMET NOTEコーナーレポーター）
- MAGIC JAM（2024年11月13日）※高木マーガレットの代打
- NIGHT GLOW（2024年4月1日 - 2025年3月27日）

### ゲーム
- ファントムオブキル（ベガルタ 几帳面な人格）[2]

### 舞台
- ミュージカル 寝屋のはちかづき（2014年、お松）[3]
- ミュージカル 寝屋のはちかづき（2018年、おこん）[4]

### ドラマ
- ようこそ～家族のかたち～（2025年1月5日、東海テレビ）- 竹田咲良役[5]